# Las Vegas Raiders 2023
La stagione 2023 dei Las Vegas Raiders è stata la 54ª della franchigia nella National Football League, la 64ª complessiva, la quarta a Las Vegas e la seconda e ultima sotto la direzione del capo-allenatore Josh McDaniels. Per la prima volta dal 2013 il quarterback Derek Carr non fece parte del roster, essendo stato svincolato il 14 febbraio 2023. Al suo posto fu ingaggiato il veterano Jimmy Garoppolo.
L'obiettivo stagionale dei Raiders era di ritornare ai playoff dopo un anno di assenza, avendovi partecipato l'ultima volta nel 2021.
Il secondo anno dell'era McDaniels-Ziegler vide continuare il rinnovamento del roster, con solo 15 giocatori rimasti in squadra di quelli presenti due anni prima, e con molti nuovi giocatori che avevano militato in passato con i New England Patriots. Il duo proseguì quella che fu giornalisticamente definita come The Patriots Way, ossia il tentativo di riproporre quanto fatto da Bill Belichick in New England negli anni delle vittorie con Tom Brady: la costruzione di un'organizzazione in cui ogni giocatore deve anteporre gli interessi e le necessità della squadra ai propri, abbracciando completamente e senza discussioni la visione e gli intendimenti del capo-allenatore e della dirigenza, mettendosi a totale disposizione della franchigia.
La stagione, iniziata con la vittoria per un solo punto su Denver, divenne subito dopo in salita con una striscia di tre sconfitte di fila e soprattutto le evidenti difficoltà del nuovo attacco guidato da Garoppolo nel mettere punti a tabellino, segnando meno di 20 punti in ognuna delle prime cinque gare, unica squadra della lega in quel momento con tale statistica.
Il 31 ottobre 2023, sul record di 3-5 dopo la sconfitta dell'ottavo turno contro Detroit e con la guida tecnica della squadra fortemente criticata da tifosi e commentatori per le prestazioni mostrate in campo, i Raiders annunciarono il licenziamento del capo-allenatore McDaniels e del general manager Ziegler. Fu nominato come nuovo capo-allenatore ad interim fino al termine della stagione l'allenatore dei linebacker Antonio Pierce,
e come general manager ad interim Champ Kelly. Il primissimo atto di Pierce fu di nominare il quarterback rookie Aidan O'Connell come nuovo titolare.
Dopo il cambio di allenatore e di quarterback partente arrivarono subito due vittorie contro le franchigie di New York, Jets e Giants, entrambe però in un'annata non particolarmente positiva, seguite poi da altrettante sconfitte contro invece squadre più competitive come Miami e Kansas City.
Dopo la settimana di riposo del tredicesimo turno, la squadra ebbe le due prestazioni più significative fino a quel punto della stagione, ma di segno diametralmente opposto l'una dall'altra: nella settimana 14 furono sconfitti 0-3 da Minnesota in una gara che fu largamente giudicata come una delle peggiori viste nell'intera stagione della lega ed in cui i Raiders non riuscirono neanche ad avvicinarsi abbastanza alla end zone avversaria da provare a calciare un field goal. Solo dopo quattro giorni però si imposero nel Thursday Night Football per 63 a 21 contro i Chargers stabilendo il record di franchigia per il maggior numero di punti segnati in una gara (63) nonché il record della NFL per punti segnati nel primo tempo (42) dopo non averne segnato alcuno nel turno precedente, migliorando il primato di 34 punti stabilito nel 1927 dai Frankford Yellow Jackets.
La vittoria sui campioni in carica di Kansas City nel terzultimo turno fece aumentare le possibilità di qualificarsi alla postseason, richiedendo però che i Raiders vincessero entrambe le ultime due gare della stagione regolare. Quindi la sconfitta nel turno successivo contro Indianapolis segnò la matematica eliminazione dei Raiders dai play-off, non raggiunti per il secondo anno di fila.
Con la vittoria nell'ultimo turno su Denver chiusero l'annata con 8 vittorie e 9 sconfitte, due vittorie in più rispetto alla stagione precedente e piazzandosi al 2º posto nella AFC West e all'11º posto tra le squadre dell'AFC. In base al piazzamento complessivo nella lega i Raiders si aggiudicarono la 13ª scelta nel successivo Draft NFL 2024.
Al termine della stagione regolare furono convocati per il Pro Bowl il defensive end Maxx Crosby e il punter A.J. Cole, entrambi alla loro terza convocazione consecutiva, e sempre gli stessi giocatori inseriti nelle squadre All-Pro dell'Associated Press: Cole nel First-team e Crosby nel Second-team.

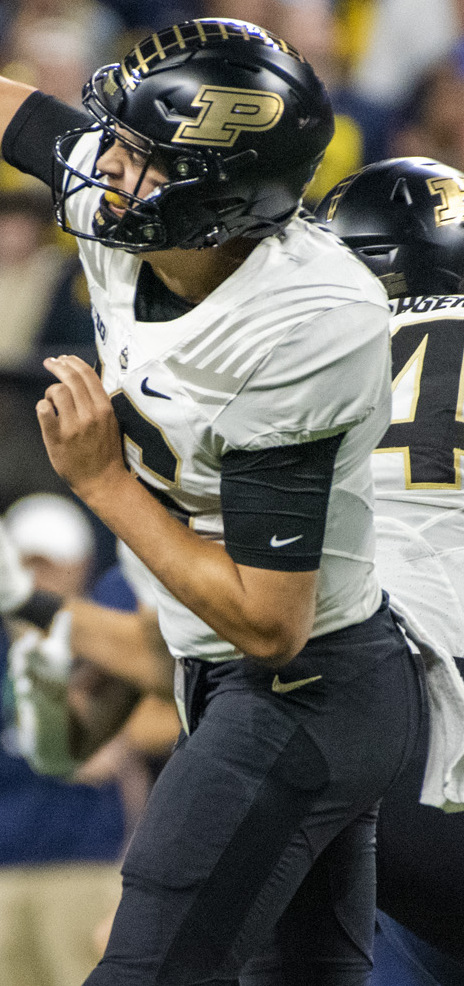
Il rookie quarterback Aidan O'Connell che giocò titolare la seconda parte di stagione

## Movimenti di mercato

### Cambi nello staff dirigenziale
- Il 28 febbraio 2023 Marcel Reece si dimise da vice presidente senior e capo dello staff dei Raiders.[28]
- Il 31 ottobre 2023 fu licenziato il general manager Dave Ziegler e al suo posto nominato ad interim Champ Kelly, che aveva ricoperto fino a quel momento il ruolo di assistente del general manager.[29][30]

### Cambi tra gli allenatori
- il 3 febbraio 2023 i Raiders aggiunsero allo staff degli allenatori Scott Turner come coordinatore del gioco sui passaggi.[31]
- Il 17 febbraio 2023 ingaggiarono Matt Lombardi, fratello minore del coordinatore dell'attacco Mirk Lombardi, come assistente dell'attacco e dei wide receiver.[32]
- Il 19 febbraio 2023 fu licenziato l'allenatore della linea di difesa Frank Okam, sostituito il 1º marzo da Rob Leonard.[33][34]
- Il 28 febbraio 2023 Derius Swinton II fu aggiunto allo staff come assistente allenatore dello special team.[35]
- Il 4 aprile 2023 l'ex wide receiver Danny Amendola fu ingaggiato come assistente allenatore dei ritornatori di kick-off e punt.[36]
- Il 21 aprile 2023 i Raiders annunciarono di aver ingaggiato Keith Heyward come assistente allenatore per il controllo della qualità della difesa.[37]
- Il 31 ottobre 2023 fu licenziato il capo-allenatore Josh McDaniels e il suo posto fu affidato ad interim all'allenatore dei linebacker Antonio Pierce.[29][30]
- Il 1º novembre 2023 fu licenziato il coordinatore dell'attacco Mike Lombardi sostituito ad interim dall'allenatore dei quarterback Bo Hardegree.[38]

### Principali free-agent acquisiti
| Principali free agent acquisiti dai Raiders |                 |       |     |                      |
| Data                                        | Giocatore       | Ruolo | Età | Squadra 2022         |
| 16 marzo 2023                               | Jakobi Meyers   | WR    | 26  | New England Patriots |
| 16 marzo 2023                               | Marcus Epps     | S     | 27  | Philadelphia Eagles  |
| 17 marzo 2023                               | Jimmy Garoppolo | QB    | 31  | San Francisco 49ers  |

### Principali scambi
| Principali scambi fatti dai Raiders |                                      |                 |                    |
| Data                                | Ottenuto                             | Da              | In cambio di       |
| 15 marzo 2023.                      | Una scelta al 3º giro del draft 2023 | New York Giants | Darren Waller (TE) |

### Principali giocatori svincolati
| Principali giocatori svincolati dai Raiders |            |       |     |                    |
| Data                                        | Giocatore  | Ruolo | Età | Squadra 2023       |
| 14 febbraio 2023                            | Derek Carr | QB    | 31  | New Orleans Saints |

### Scelte nel Draft 2023

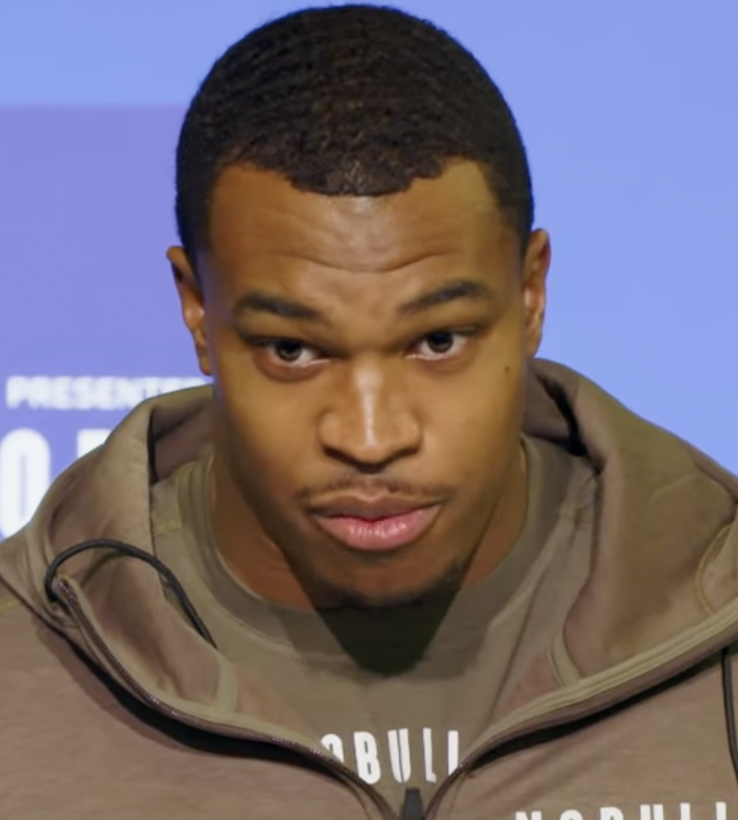
L'outside linebacker Tyree Wilson da Texas Tech prima scelta dei Raiders nel draft.

I Raiders hanno compiuto le seguenti scelte nel Draft 2023:
| Scelte dei Raiders nel Draft 2023 |        |                                      |                                      |                                      |                                      |
| Giro                              | Scelta | Giocatore                            | Ruolo                                | College                              | Note                                 |
| 1º                                | 7ª     | Tyree Wilson                         | OLB                                  | Texas Tech                           |                                      |
| 2º                                | 35ª    | Michael Mayer                        | TE                                   | Notre Dame                           | da Indianapolis                      |
| 3º                                | 70ª    | Byron Young                          | DT                                   | Alabama                              |                                      |
| 3º                                | 100ª   | Tre Tucker                           | WR                                   | Cincinnati                           | da Kansas City via NY Giants         |
| 4º                                | 104ª   | Jakorian Bennett                     | CB                                   | Maryland                             | da Houston                           |
| 4º                                | 135ª   | Aidan O'Connell                      | QB                                   | Purdue                               | da New England                       |
| 5º                                | 170ª   | Christopher Smith II                 | S                                    | Georgia                              | Scelta compensatoria                 |
| 6º                                | 184ª   | Scambiata con i New England Patriots | Scambiata con i New England Patriots | Scambiata con i New England Patriots | Scambiata con i New England Patriots |
| 6º                                | 203ª   | Amari Burney                         | LB                                   | Florida                              | da NY Giants                         |
| 7º                                | 231ª   | Nesta Jade Silvera                   | DT                                   | Arizona State                        | da New England                       |

Alla vigilia del draft i Raiders, tra le scelte spettanti in base al piazzamento della stagione precedente, quelle scambiate prima del draft e quelle compensatorie, avevano complessivamente 12 scelte disponibili: la 7ª al 1º giro, la 38ª al 2º giro, la 70ª e la 100ª al 3º giro, la 109ª al 4º giro, la 141ª, la 144ª e la 174ª al 5º giro, la 204ª e la 214ª al 6º giro e la 220ª e la 231ª al 7º giro. Le scelte finali effettivamente spettate sono state il risultato di ulteriori scambi avvenuti durante il Draft.

#### Scambi di scelte Pre-Draft
- A maggio 2022 i Raiders acquisirono dagli Atlanta Falcons una scelta al 5º giro del draft 2023, la 144ª, in cambio del wide receiver Bryan Edwards e di una scelta condizionale al 7º giro, la 224ª.[45]
- Sempre a maggio 2022 cedettero una scelta al 6º giro, la 184ª, per prendere dai New England Patriots il quarterback Jarrett Stidham più una scelta al 7º giro, la 231ª.[46]
- Ad agosto 2022 cedettero agli Arizona Cardinals il cornerback Trayvon Mullen in cambio di una scelta al 7º giro, la 220ª.[47]
- Ad ottobre 2022 acquisirono una scelta al 6º giro dai Dallas Cowboys, la 204ª, cedendo il defensive tackle Johnathan Hankins e una scelta al 7º giro del draft 2024.[48]
- Il 15 marzo 2023 cedettero il tight end Darren Waller ai New York Giants in cambio di una scelta al 3º giro del draft, la 100ª.[41]

#### Scelte compensatorie
- Il 9 marzo 2023 la NFL assegnò ai Raiders due scelte compensatorie: una al 5º giro, la 174ª, e una al 6º giro, la 214ª.[49]

#### Scambi di scelte durante il Draft
- I Raiders acquisirono la scelta del 2º giro degli Indianapolis Colts, la 35ª assoluta, cedendo una loro scelta del 2º giro (la 38ª) e una del 5º giro (la 141ª).[50]
- I Raiders cedettero le scelte 109ª e 174ª agli Houston Texans in cambio delle scelte 104ª e 203ª.[51]
- I Raiders acquisirono la scelta del 4º giro dei New England Patriots, la 135ª assoluta, in cambio di una loro scelta del 5º giro (la 144ª) e una del 6º giro (la 214ª).[52]
- I Raiders cedettero le scelte 204ª e 220ª ai New York Jets in cambio della 170ª.[53]

### Undrafted free agents
Il 12 maggio 2023 i Raiders annunciarono di aver contrattualizzato 10 undrafted free agent, ossia giocatori provenineti dal college football non scelti nel draft, più un giocatore internazionale assegnato alla franchigia nell'ambito dell'International Player Pathway Program (IPPP) della NFL.
| Undrafted free agent acquisiti dai Raiders |       |                      |
| Giocatore                                  | Ruolo | College              |
| David Ebuka Agoha                          | DL    | NFL IPPP             |
| McClendon Curtis                           | G     | Chattanooga          |
| Jaydon Grant                               | S     | Oregon State         |
| Azizi Hearn                                | CB    | UCLA                 |
| Brock Martin                               | DE    | Oklahoma State       |
| Jordan Perryman                            | CB    | Washington           |
| Adam Plant                                 | DL    | UNLV                 |
| John Samuel Shenker                        | TE    | Auburn               |
| George Tarlas                              | DE    | Boise State          |
| Drake Thomas                               | LB    | North Carolina State |
| Dalton Wagner                              | T     | Arkansas             |

## Staff
| Staff dei Las Vegas Raiders |
| --- |
| Organi dirigenziali - Proprietario - Mark Davis - Presidente - Sandra Douglass Morgan - General manager – Champ Kelly - Assistente general manager – John Barnett - Direttore dell'amministrazione dello scouting/assistente del general manager – John Barnett - Vice presidente senior/direttore dell'amministrazione del football – Tom Delaney - Assistente del direttore del personale dei giocatori – DuJuan Daniels - Direttore del personale professionistico – Dwayne Joseph - Direttore degli osservatori del college – Brandon Yeargan - Ass. dir. osservatori del college – Teddy Atlas - Vice presidente delle operazioni del football/ assistente del capo allenatore – Tom Jones - Direttore delle operazioni – Peter Caracciolo - Direttore della ricerca del football e strategia – Matt Sheldon - Consulente senior del personale – Shaun Herock - Consulente senior osservatori del college – Andy Dengler Capo allenatore - Antonio Pierce Altri allenatori - Preparatore atletico - AJ Neibel - Assistente p.a. – D'Anthony Batiste - Assistente p.a. – Deuce Gruden - Assistente p.a. – Rick Slate Allenatori dell'attacco - Coordinatore offensivo/Quarterback ad interim – Bo Hardegree - Coordinatore del gioco sui passaggi - Scott Turner - Wide receiver – Edgar Bennett - Offensive line – Carmen Bricillo - Assistente offensive line – Cameron Clemmons - Assistente attacco/wide receiver - Matt Lombardi - Running back – Kennedy Polamalu - Tight end – Jerry Schuplinski - Controllo qualità attacco – Mitch Singler - Assistente attacco - Fred Walker Allenatori della difesa - Coordinatore difensivo – Patrick Graham - Defensive back – Chris Ash - Assistente difesa/specialista gioco di corsa - Matt Edwards - Controllo qualità difesa – Matthew Feeney - Controllo qualità difesa – Keith Heyward - Defensive line – Rob Leonard - Linebacker – Antonio Pierce - Assistente difesa senior – Rob Ryan - Gioco sui passaggi/secondary – Jason Simmons Allenatori dello special team - Coordinatore special team – Tom McMahon - Assistente special teams – Derius Swinton II - Assistente returner - Danny Amendola |

## Roster
| Roster dei Las Vegas Raiders nel 2023 |
| --- |
| Quarterback - 10 Jimmy Garoppolo - 7 Brian Hoyer - 4 Aidan O'Connell Running Back - 22 Ameer Abdullah - 34 Brandon Bolden - 8 Josh Jacobs - 45 Jakob Johnson FB - 35 Zamir White Wide Receiver - 17 Davante Adams - 3 DeAndre Carter - 16 Jakobi Meyers - 13 Hunter Renfrow - 11 Tre Tucker - 18 D.J. Turner Tight End - 88 Zach Gentry - 81 Austin Hooper Offensive Linemen - 72 Jermaine Eluemunor G/T - 65 Hroniss Grasu C - 68 Andre James C - 61 Jordan Meredith G - 74 Kolton Miller T - 77 Thayer Munford T - 66 Dylan Parham C - 75 Brandon Parker T - 70 Greg Van Roten G Defensive Linemen - 69 Adam Butler DT - 94 Matthew Butler DT - 98 Maxx Crosby DE - 95 John Jenkins DT - 51 Malcolm Koonce DE - 91 Bilal Nichols DT - 97 Janarius Robinson DE - 90 Jerry Tillery DT - 9 Tyree Wilson DE - 93 Byron Young DT Linebacker - 36 Curtis Bolton OLB - 56 Amari Burney OLB - 5 Divine Deablo OLB - 59 Luke Masterson OLB - 41 Robert Spillane MLB Defensive Back - 0 Jakorian Bennett CB - 1 Marcus Epps S - 31 Brandon Facyson CB - 37 Tyler Hall CB - 39 Nate Hobbs CB - 18 Jack Jones CB - 25 Trevon Moehrig FS - 20 Isaiah Pola-Mao S - 21 Amik Robertson CB - 29 Christopher Smith II S Special Team - 50 Jacob Bobenmoyer LS - 2 Daniel Carlson K - 6 A.J. Cole P Lista delle riserve - -- Brittain Brown RB (IR) - -- Darien Butler MLB (IR) - 80 Jesper Horsted TE (IR) - 43 Kana'i Mauga OLB (IR) - 87 Michael Mayer IR - -- Dalton Wagner T (IR) - -- Austin Walter RB (IR) Squadra di allenamento - 62 David Ebuka Agoha DE - 30 Cornell Armstrong CB - 84 Keelan Cole WR - 76 D.J. Fluker T - 85 Cole Fotheringham TE (IR) - 40 Jaydon Grant S - 82 E.J. Jenkins TE - 96 Marquan McCall DT - 47 Sincere McCormick RB - 73 Jalen McKenzie T - 54 Netane Muti G - 86 John Samuel Shenker TE - 99 Nesta Jade Silvera DT - 92 Elerson Smith OLB - 49 Charles Snowden DE - 26 Sam Webb CB - 83 Kristian Wilkerson WR 53 attivi, 8 inattivi, 16 nella squadra di allenamento |
| Legenda - I rookie sono in corsivo. - Il primo ruolo è il principale mentre gli eventuali successivi indicano i ruoli secondari. - (IR) sta per Injured Reserve ed indica la lista ristretta per un solo giocatore infortunato che può tornare ad allenarsi dopo la settimana 6 e a rientrare in prima squadra dopo che questa ha giocato 8 partite. - (NF-Inj.) / (NF-Ill.) stanno rispettivamente per Non-Football Injured e Non-Football Illness ed indicano le liste dove viene inserito un giocatore che ha un infortunio o una malattia non dipendente dal football americano. - (PUP) sta per Physically Unable to Perform ed indica la lista dove viene inserito un giocatore mentre è in attesa di recuperare la condizione fisica. Nella stagione regolare dopo la sesta partita giocata dalla propria squadra, il giocatore ha tempo tre settimane per riprendere ad allenarsi, più tre settimane aggiuntive dal suo rientro agli allenamenti per rientrare in prima squadra. |

## Precampionato
L'11 maggio 2023 furono annunciati gli avversari contro cui i Raiders avrebbero giocato nel precampionato, mentre date e orari delle gare furono ufficializzate il 26 maggio 2023.
I Raiders chiusero con un record di 2-1, interrompendo con la sconfitta subita da Dallas una striscia di sei vittorie consecutive in precampionato, la più lunga al momento in NFL.
| Precampionato |           |           |                     |           |        |                   |            |         |
| Settimana     | Data      | Ora (PT)  | Avversario          | Risultato | Record | Stadio            | TV         | Sintesi |
| 1             | 13 agosto | 1:00 p.m. | San Francisco 49ers | V 34-7    | 1-0    | Allegiant Stadium | KVVU (Fox) | Sintesi |
| 2             | 19 agosto | 6:00 p.m. | @ Los Angeles Rams  | V 34-17   | 2-0    | SoFi Stadium      | KVVU (Fox) | Sintesi |
| 3             | 26 agosto | 5:00 p.m. | @ Dallas Cowboys    | S 16-31   | 2-1    | AT&T Stadium      | KVVU (Fox) | Sintesi |

## Stagione regolare

### Calendario
La lista degli avversari per la stagione fu ufficializzata il 9 gennaio 2023. Il calendario delle gare fu reso noto l'11 maggio 2023. Data e orario della gara di settimana 18 furono stabilite il 31 dicembre 2023, dopo lo svolgimento del diciassettesimo turno.
| Stagione regolare |                     |                     |                          |                     |                     |                            |                     |                     |
| Settimana         | Data                | Ora (PT)            | Avversario               | Risultato           | Record              | Stadio                     | TV                  | Sintesi             |
| 1                 | 10 settembre        | 1:25 p.m            | @ Denver Broncos         | V 17-16             | 1-0                 | Empower Field at Mile High | CBS                 | Sintesi             |
| 2                 | 17 settembre        | 10:00 a.m.          | @ Buffalo Bills          | S 10-38             | 1-1                 | Highmark Stadium           | CBS                 | Sintesi             |
| 3                 | 24 settembre        | 5:20 p.m.           | Pittsburgh Steelers (S)  | S 18-23             | 1-2                 | Allegiant Stadium          | NBC                 | Sintesi             |
| 4                 | 1º ottobre          | 1:05 p.m.           | @ Los Angeles Chargers   | S 17-24             | 1-3                 | SoFi Stadium               | CBS                 | Sintesi             |
| 5                 | 9 ottobre           | 5:15 p.m.           | Green Bay Packers (M)    | V 17-13             | 2-3                 | Allegiant Stadium          | ESPN                | Sintesi             |
| 6                 | 15 ottobre          | 1:05 p.m.           | New England Patriots     | V 21-17             | 3-3                 | Allegiant Stadium          | CBS                 | Sintesi             |
| 7                 | 22 ottobre          | 10:00 a.m.          | @ Chicago Bears          | S 12-30             | 3-4                 | Soldier Field              | Fox                 | Sintesi             |
| 8                 | 30 ottobre          | 5:15 p.m.           | @ Detroit Lions (M)      | S 14-26             | 3-5                 | Ford Field                 | ESPN                | Sintesi             |
| 9                 | 5 novembre          | 1:25 p.m.           | New York Giants          | V 30-6              | 4-5                 | Allegiant Stadium          | Fox                 | Sintesi             |
| 10                | 12 novembre         | 5:20 p.m.           | New York Jets (S)        | V 16-12             | 5-5                 | Allegiant Stadium          | NBC                 | Sintesi             |
| 11                | 19 novembre         | 10:00 a.m.          | @ Miami Dolphins         | S 13-20             | 5-6                 | Hard Rock Stadium          | CBS                 | Sintesi             |
| 12                | 26 novembre         | 1:25 p.m.           | Kansas City Chiefs       | S 17-31             | 5-7                 | Allegiant Stadium          | CBS                 | Sintesi             |
| 13                | Settimana di riposo | Settimana di riposo | Settimana di riposo      | Settimana di riposo | Settimana di riposo | Settimana di riposo        | Settimana di riposo | Settimana di riposo |
| 14                | 10 dicembre         | 1:05 p.m.           | Minnesota Vikings        | S 0-3               | 5-8                 | Allegiant Stadium          | Fox                 | Sintesi             |
| 15                | 14 dicembre         | 5:15 p.m.           | Los Angeles Chargers (T) | V 63-21             | 6-8                 | Allegiant Stadium          | Prime Video         | Sintesi             |
| 16                | 25 dicembre         | 10:00 a.m.          | @ Kansas City Chiefs (M) | V 20-14             | 7-8                 | Arrowhead Stadium          | CBS/Nickelodeon     | Sintesi             |
| 17                | 31 dicembre         | 10:00 a.m.          | @ Indianapolis Colts     | S 20-23             | 7-9                 | Lucas Oil Stadium          | CBS                 | Sintesi             |
| 18                | 7 gennaio           | 1:25 p.m.           | Denver Broncos           | V 27-14             | 8-9                 | Allegiant Stadium          | Fox                 | Sintesi             |

Note:
- Gli avversari della propria division sono in grassetto.
- Il simbolo "@" indica una partita giocata in trasferta.
- (M) indica il Monday Night Football, (T) il Thursday Night Football e (S) il Sunday Night Football.

### Riassunti delle partite

#### Settimana 1: @ Denver Broncos
| Arbitro: | Bill Vinovich |

| |            | |
| J. Meyers 9':28" Q1 (TD) ricezione da 3 yd D. Carlson 9':28" Q1 (pat) D. Carlson 10':54" Q2 (FG) 24 yd J. Meyers 6':34" Q4 (TD) ricezione da 6 yd D. Carlson 6':34" Q4 (pat) | Marcatori  | L.J. Humphrey 0':44" Q1 (TD) ricezione da 5 yd C. Sutton 0':12" Q2 (TD) ricezione da 5 yd W. Lutz 0':12" Q2 (pat) W. Lutz 8':54" Q4 (FG) 24 yd |
| Josh McDaniels | Allenatori | Sean Payton |

Esordio stagionale dei Raiders con la settima vittoria di fila contro i rivali di Division. Partita in cui entrambe le squadre hanno segnato un touchdown nel loro drive di apertura, cosa che non accadeva dal 29 dicembre 2013, e caratterizzata da molte penalità fischiate alle due compagini, ben 10 a testa. Determinante nel risultato finale l'errore del kicker dei Broncos Wil Kuntz che fallì la conversione dell'extra point dopo il primo touchdown.

 (EN) NFL, Sintesi della partita, su YouTube.

#### Settimana 2: @ Buffalo Bills
| Arbitro: | Craig Wrolstad |

| |            | |
| D. Adams 12':16" Q1 (TD) ricezione da 16 yd D. Carlson 12':16" Q1 (pat) . D. Carlson 6':48" Q2 (FG) 47 yd | Marcatori  | L. Murray 4':19" Q1 (TD) corsa da 4 yd T. Bass 4':19" Q1 (pat) D. Knox 12':10" Q2 (TD) ricezione da 2 yd T. Bass 12':10" Q2 (pat) K. Shakir 0':18" Q2 (TD) ricezione da 11 yd T. Bass 0':18" Q2 (pat) G. Davis 5':59" Q3 (TD) ricezione da 2 yd T. Bass 5':59" Q3 (pat) T. Bass 14':56" Q4 (FG) 29 yd D. Harris 5':8" Q4 (TD) corsa da 1 yd T. Bass 5':8" Q4 (pat) |
| Josh McDaniels                                                                                            | Allenatori | Sean McDermott |

Prima sconfitta stagionale dei Raiders che mancarono la possibilità di aprire la stagione con due vittorie consecutive in trasferta, come successo l'ultima volta nella stagione 1982. Per la seconda partita di fila i Raiders segnarono un touchdown nel primo drive della gara, ma subirono poi il ritorno dei Bills, chiudendo il primo tempo in svantaggio di 10-21 e non riuscendo a segnare nessun punto nel secondo tempo terminato con un parziale di 0-17.

 (EN) NFL, Sintesi della partita, su YouTube.

#### Settimana 3: vs Pittsburgh Steelers
| Arbitro: | Tra Blake |

| |            | |
| C. Austin 6':12" Q1 (TD) ricezione da 72 yd C. Boswell 6':12" Q1 (pat) C. Boswell 8':33" Q2 (FG) 43 yd C. Boswell 1':56" Q2 (FG) 42 yd C. Boswell 9':28" Q3 (FG) 57 yd P. Freiermuth 3':56" Q3 (TD) ricezione da 13 yd C. Boswell 3':56" Q3 (pat) | Marcatori  | D. Adams 7':4" Q1 (TD) ricezione da 32 yd D. Carlson 7':4" Q1 (pat) D. Adams 5':41" Q4 (TD) ricezione da 1 yd M. Mayer 5':41" Q4 (tpc) D. Carlson 2':22" Q1 (FG) 26 yd |
| Mike Tomlin | Allenatori | Josh McDaniels |

Fu l'esordio stagionale in casa per i Raiders che furono sconfitti dagli Steelers per la prima volta tra le mura amiche dal 1995. Dopo un primo quarto di gara equilibrato, gli ospiti si garantirono un vantaggio di 16 punti nei successivi due quarti. I Raiders provarono a rimontare nell'ultimo quarto di gioco: dimezzarono lo svantaggio segnando un touchdown e realizzando una conversione da due punti, ma nel successivo drive offensivo furono bloccati a otto yard dalla meta e si accontentarono di mettere a tabellino solo tre punti con un field goal piuttosto che provare a segnare un touchdown (questa decisione del capo-allenatore McDaniels di calciare un field goal invece di tentare un'azione al quarto down per cercare un touchdown, nel momento che c'erano 8 punti da recuperare e meno di 2 minuti e mezzo da giocare, fu assai criticata da tifosi e analisti). Quando i Raiders ebbero di nuovo il possesso della palla erano rimasti solo 12 secondi da giocare e, nella disperata ultima azione offensiva, subirono un intercetto che mise termine di fatto alla partita.

 (EN) NFL, Sintesi della partita, su YouTube.

#### Settimana 4: @ Los Angeles Chargers
| Arbitro: | John Hussey |

| |            | |
| A. O'Connell 0':45" Q1 (TD) corsa da 1 yd D. Carlson 0':45" Q1 (pat) D. Carlson 4':51" Q3 (FG) 22 yd J. Jacobs 3':59" Q4 (TD) corsa da 1 yd D. Carlson 3':59" Q4 (pat) | Marcatori  | J. Herbert 10':38" Q1 (TD) corsa da 12 yd C. Dicker 10':38" Q1 (pat) C. Dicker 10':42" Q2 (FG) 33 yd K. Allen 7':20" Q2 (TD) ricezione da 7 yd C. Dicker 7':20" Q2 (pat) J. Herbert 3':5" Q2 (TD) corsa da 1 yd C. Dicker 3':5" Q2 (pat) |
| Josh McDaniels | Allenatori | Brandon Staley |

Terza sconfitta stagionale che vide il debutto da titolare del quarterback rookie Aidan O'Connell scelto per sostituire l'infortunato Garoppolo. Gara contraddistinta da una grande predominanza offensiva dei Chargers nel primo tempo in cui segnarono tutti i loro 24 punti, mentre nel secondo tempo ancora una volta i Raiders fallirono il possibile recupero del risultato, anche per la forte difesa degli avversari che mise a segno ben sette sack. Episodio chiave il mancato touchdown a pochi minuti dalla fine che avrebbe garantito il pareggio, col passaggio intercettato ad una yard dalla end zone. Per la seconda stagione di fila i Raiders si ritrovarono con una sola vittoria dopo quattro gare,  già costretti alla rincorsa per tentare di raggiungere i playoff.

 (EN) NFL, Sintesi della partita, su YouTube.

#### Settimana 5: vs Green Bay Packers
| Arbitro: | Brad Allen |

| |            | |
| A. Carlson 2':38" Q1 (FG) 37 yd A.J. Dillon 8':27" Q3 (TD) corsa da 5 yd A. Carlson 8':27" Q3 (pat) A. Carlson 5':16" Q3 (FG) 22 yd | Marcatori  | J. Meyers 4':9" Q2 (TD) ricezione da 9 yd D. Carlson 4':9" Q2 (pat) D. Carlson 2':32" Q2 (FG) 26 yd J. Jacobs 14':56" Q4 (TD) corsa da 2 yd D. Carlson 14':56" Q4 (pat) |
| Matt LaFleur | Allenatori | Josh McDaniels |

Seconda vittoria stagionale e prima casalinga per i Raiders che non battevano i Packers dalla stagione 1987, interrompendo una striscia di otto sconfitte consecutive. Partita decisa nell'ultimo quarto di gioco, con i Raiders che si portarono in vantaggio all'inizio del tempo e poi tennero lontani i Packers dalla propria meta, in particolare negando il sorpasso nell'ultima azione di gioco con il cornerback Amik Robertson che intercettó nella end zone dei Raiders un passaggio del quarterback giallo-verde Jordan Love.

 (EN) NFL, Sintesi della partita, su YouTube.

#### Settimana 6: vs New England Patriots
| Arbitro: | Brad Rogers |

| |            | |
| C. Ryland 8':28" Q2 (FG) 43 yd E. Elliott 8':56" Q3 (TD) corsa da 2 yd C. Ryland 8':56" Q3 (pat) R. Stevenson 3':33" Q4 (TD) corsa da 1 yd C. Ryland 3':33" Q4 (pat) | Marcatori  | D. Carlson 6':54" Q1 (FG) 25 yd J. Meyers 12':22" Q2 (TD) ricezione da 12 yd D. Carlson 12':22" Q2 (pat) D. Carlson 0':10" Q2 (FG) 37 yd D. Carlson 3':55" Q3 (FG) 30 yd D. Carlson 13':03" Q4 (FG) 24 yd M. Jones 1':47" Q4 (saf) |
| Bill Belichick | Allenatori | Josh McDaniels |

I Raiders ottennero la 500ª vittoria della loro storia battendo per il secondo anno di fila i Patriots. Per la prima volta in stagione ebbero una striscia di vittorie consecutive grazie ad una partita in cui fu ancora una volta determinante il reparto difensivo: perso il quarterback titolare Garoppolo per infortunio dopo il primo tempo e arrivati con un vantaggio di soli 2 punti negli ultimi minuti di gara con possesso palla agli avversari, i Raiders impedirono la possibile rimonta alla squadra di New England grazie ad una safety ottenuta placcando il quarterback Mac Jones nella end zone dei Patriots, azione che di fatto chiuse la gara. Di contro l'attacco dei Raiders dimostrò ancora una volta la difficoltà di chiudere le azioni in touchdown: dei sei drive arrivati in red zone - le ultime 20 yard prima della end zone avversaria - solo uno si chiuse con un touchdown e ben quattro con un field goal.

 (EN) NFL, Sintesi della partita, su YouTube.

#### Settimana 7: @ Chicago Bears
| Arbitro: | Clay Martin |

| |            | |
| D. Carlson 1':47" Q2 (FG) 40 yd D. Carlson 12':20" Q4 (FG) 25 yd J. Meyers 1':10" Q4 (TD) ricezione da 9 yd | Marcatori  | D. Foreman 3':45" Q1 (TD) corsa da 2 yd C. Santos 3':45" Q1 (pat) D. Foreman 7':31" Q2 (TD) corsa da 3 yd C. Santos 7':31" Q2 (pat) D. Foreman 4':04" Q3 (TD) ricezione da 5 yd C. Santos 4':04" Q3 (pat) C. Santos 5':46" Q4 (FG) 54 yd J. Johnson 5':36" Q4 (TD) intercetto ritornato da 39 yd |
| Josh McDaniels                                                                                              | Allenatori | Matt Eberflus |

Quarta sconfitta stagionale per i Raiders in una partita dove non diedero mai l'impressione di poter contenere gli avversari: dopo il field goal fallito da Daniel Carlson nel primo drive della gara infatti sia l'attacco che la difesa nero-argento furono sempre in difficoltà contro i giocatori di Chicago, tant'è che la prestazione della squadra di Las Vegas fu valutata da vari analisti come la peggiore fin qui disputata in stagione. Fu inoltre la quarta sconfitta di fila subita dai Raiders in casa dei Bears, con l'ultima vittoria risalente alla stagione 1993.

 (EN) NFL, Sintesi della partita, su YouTube.

#### Settimana 8: @ Detroit Lions
| Arbitro: | Clete Blakeman |

| |            | |
| J. Jacobs 2':52" Q2 (TD) corsa da 3 yd D. Carlson 2':52" Q2 (pat) M. Peters 11':32" Q3 (TD) intercetto ritornato da 75 yd D. Carlson 11':32" Q3 (pat) | Marcatori  | R. Patterson 7':51" Q1 (FG) 44 yd R. Patterson 12':23" Q2 (FG) 31 yd R. Patterson 8':08" Q2 (FG) 33 yd S. LaPorta 0':27" Q2 (TD) ricezione da 18 yd R. Patterson 0':27" Q2 (pat) J. Gibbs 3':13" Q3 (TD) corsa da 27 yd R. Patterson 3':13" Q3 (pat) R. Patterson 9':59" Q4 (FG) 52 yd |
| Josh McDaniels | Allenatori | Dan Campbell |

Quinta sconfitta in stagione e seconda consecutiva per i Raiders che portava la squadra di Las Vegas ad un record negativo di 3-5 che però permetteva ancora di sperare in una qualificazione ai playoff, vista la situazione al momento della AFC con altre cinque squadre ferme a 3 vittorie e gli ultimi posti in zona playoff occupati da squadre con 4 vittorie. Con questo risultato la serie complessiva degli scontri tra Raiders e Lions andò in pareggio, con 7 vittorie a testa. La gara confermó da un lato le buone prestazioni della difesa, reparto capace per quasi metà gara di tenere lontani gli avversari dalla propria end zone e permettendo solo field goal, ma dall'altra anche le grosse difficoltà dell'attacco nel chiudere i drive e soprattutto nel portare punti a tabellino.

 (EN) NFL, Sintesi della partita, su YouTube.

#### Settimana 9: vs New York Giants
| Arbitro: | Alan Eck |

|                                               |            | |
| W. Robinson 14':11" Q4 (TD) ricezione da 9 yd | Marcatori  | J. Meyers 9':45" Q1 (TD) corsa da 16 yd D. Carlson 9':45" Q1 (pat) J. Jacobs 5':06" Q2 (TD) corsa da 2 yd D. Carlson 5':06" Q2 (pat) J. Jacobs 1':55" Q2 (TD) corsa da 1 yd D. Carlson 1':55" Q2 (pat) D. Carlson 0':04" Q2 (FG) 24 yd D. Carlson 8':23" Q3 (FG) 46 yd D. Carlson 9':29" Q4 (FG) 41 yd |
| Brian Daboll                                  | Allenatori | Antonio Pierce |

Partita d'esordio da capo-allenatore per Antonio Pierce proprio contro la squadra, i Giants, con cui da giocatore vinse il Super Bowl XLII. I Raiders, chiamati a dare una scossa alla loro stagione dopo l'esonero solo quattro giorni prima di Josh McDaniels, si imposero con una vittoria netta già delineata nel primo tempo chiuso sul punteggio di 24 a 0 - nelle precedenti partite stagionali avevano segnato al massimo 21 punti in una partita - per poi controllare la gara nella seconda metà, dove si limitarono a tenere a distanza gli avversari.

 (EN) NFL, Sintesi della partita, su YouTube.

#### Settimana 10: vs New York Jets
| Arbitro: | Shawn Hochuli |

| |            | |
| G. Zuerlein 10':13" Q1 (FG) 47 yd G. Zuerlein 1':11" Q1 (FG) 53 yd G. Zuerlein 11':48" Q2 (FG) 30 yd G. Zuerlein 11':58" Q4 (FG) 45 yd | Marcatori  | D. Carlson 6':15" Q1 (FG) 41 yd D. Carlson 0':00" Q2 (FG) 54 yd D. Carlson 2':36" Q3 (FG) 40 yd M. Myers 14':10" Q4 (TD) ricezione da 7 yd D. Carlson 14':10" Q4 (pat) |
| Robert Saleh | Allenatori | Antonio Pierce |

Seconda vittoria di fila per i Raiders che si portarono sul record di 5-5, mantenendo aperta la possibilità di raggiungere i playoff rimandendo però l'obiettivo molto complesso da raggiungere. Partita dominata dalle difese con entrambi gli attacchi rimasti lontano dalla end zone e costretti ad accontentarsi di segnare solo su calcio piazzato. I Raiders riuscirono ad imporsi nell'ultima parte di gara grazie all'unico touchdown della gara da parte del tight end rookie Michael Mayers, il suo primo in carriera, e l'intercetto di Robert Spillane su passaggio di Zach Wilson che, se completato, avrebbe portato i Jets nella 20 yard finali. La partita si chiuse sull'ultimo, disperato tentativo dei Jets con Wilson che tentò un hail mary da metà campo che arrivò in end zone ma che non fu preso dai ricevitori.

 (EN) NFL, Sintesi della partita, su YouTube.

#### Settimana 11: @ Miami Dolphins
| Arbitro: | Bill Vinovich |

| |            | |
| D. Carlson 6':41" Q1 (FG) 34 yd D. Adams 0':01" Q1 (TD) ricezione da 46 yd D. Carlson 0':01" Q1 (pat) D. Carlson 0':05" Q2 (FG) 47 yd | Marcatori  | Tyreek Hill 2':03" Q1 (TD) ricezione da 38 yd J. Sanders 2':03" Q1 (pat) S. Ahmed 2':28" Q2 (TD) ricezione da 11 yd J. Sanders 2':28" Q2 (pat) J. Sanders 5':26" Q3 (FG) 41 yd J. Sanders 0':25" Q3 (FG) 51 yd |
| Antonio Pierce | Allenatori | Mike McDaniel |

Sesta sconfitta stagionale per i Raiders, prima con Pierce capo-allenatore, che arrivando ad un record di 5-6 videro crollare le possibilità di raggiungere i playoff, stimate al 2%. Come in tante altre gare precedenti in stagione squadra dai due volti: prestazione di livello del reparto difensivo che limitò uno degli attacchi più prolifici della lega, lasciandogli solo due field goal per l'intero secondo tempo e mantenendo i nero-argento in partita fino all'ultima azione. Di contro però il reparto offensivo dei Raiders non seppe sfruttare le opportunità per recuperare lo svantaggio, non mettendo a tabellino nessun punto nel secondo tempo dove invece perse tre volte il possesso per intercetto.

 (EN) NFL, Sintesi della partita, su YouTube.

#### Settimana 12: vs Kansas City Chiefs
| Arbitro: | Land Clark |

| |            | |
| I. Pacheco 6':38" Q2 (TD) corsa da 1 yd H. Butker 6':38" Q2 (pat) J. Watson 0':25" Q2 (TD) ricezione da 3 yd H. Butker 0':25" Q2 (pat) I. Pacheco 9':15" Q3 (TD) corsa da 1 yd H. Butker 9':15" Q3 (pat) R. Rice 13':40" Q4 (TD) ricezione da 39 yd H. Butker 13':40" Q4 (pat) H. Butker 3':11" Q4 (FG) 32 yd | Marcatori  | J. Meyers 9':32" Q1 (TD) ricezione da 18 yd D. Carlson 9':32" Q1 (pat) J. Jacobs 12':41" Q2 (TD) corsa da 68 yd D. Carlson 12':41" Q2 (pat) D. Carlson 2':09" Q3 (FG) 34 yd |
| Andy Reid | Allenatori | Antonio Pierce |

Settima sconfitta stagionale per i Raiders, sesta di fila contro i rivali di divisione, che dopo essersi portati sul punteggio di 14-0 all'inizio del secondo quarto di gioco subirono la prepotente rimonta dei campioni in carica: nella restante parte di gara Mahomes guidò i Chiefs a mettere a tabellino 31 punti mentre l'attacco nero-argento riuscì a segnare solo 3 punti. Fu la prima partita nella storia della franchigia nero-argento in cui non subì nessuna penalità né perse il possesso palla per intercetti o fumble.

 (EN) NFL, Sintesi della partita, su YouTube.

#### Settimana 14: vs Minnesota Vikings
| Arbitro: | Craig Wrolstad |

|                                |            |                |
| G. Joseph 1':57" Q4 (FG) 36 yd | Marcatori  |                |
| Kevin O'Connell                | Allenatori | Antonio Pierce |

Terza sconfitta di fila, seconda casalinga, per i Raiders che sul record di 5-8 si trovarono ormai ad un passo dall'eliminazione dalla corsa ai playoff. Fu la prima partita nella storia della franchigia nero-argento senza nessun punto sul tabellone dopo tre quarti di gioco e l'ottava in assoluto nella storia della lega terminata sul 3 a 0.
Per tre quarti di gara gli attacchi di entrambe le squadre si dimostrarono incapaci di segnare qualche punto, largamente dominati dalle difese avversarie e faticando anche solo ad avvicinarsi alla end zone. Punto di svolta della gara la scelta dei Vikings di sostituire nel quarto finale il quarterback partente Joshua Dobbs con l'ex Raiders Nick Mullens che guidò la squadra di Minnesota a calciare il field goal decisivo a due minuti dal termine. Di contro la squadra di Las Vegas, con a disposizione in panchina il veterano Jimmy Garoppolo, continuò col rookie Aidan O'Connell, chiundendo la gara con 208 yard guadagnate in totale e degli 11 drive d'attacco giocati otto terminati con un punt, due con un fumble perso e uno con un intercetto.

 (EN) NFL, Sintesi della partita, su YouTube.

#### Settimana 15: vs Los Angeles Chargers
| Arbitro: | Ronald Torbert |

| |            | |
| J. Palmer 10':27" Q3 (TD) ricezione da 79 yd C. Dicker 10':27" Q3 (pat) A. Erickson 8':39" Q4 (TD) ricezione da 13 yard C. Dicker 8':39" Q4 (pat) Q. Johnston 2':38" Q4 (TD) ricezione da 6 yd C. Dicker 2':38" Q4 (pat) | Marcatori  | Z. White 8':10" Q1 (TD) corsa di 1 yd D. Carlson 8':10" Q1 (pat) T. Tucker 4':41" Q1 (TD) ricezione da 30 yd D. Carlson 4':41" Q1 (pat) J. Meyers 3':07" Q1 (TD) ricezione da 22 yd D. Carlson 3':07" Q1 (pat) M. Mayer 9':15" Q2 (TD) ricezione da 11 yd D. Carlson 9':15" Q2 (pat) B. Bolden 3':50" Q2 (TD) corsa da 26 yd D. Carlson 3':50" Q2 (pat) T. Tucker 0':31" Q2 (TD) ricezione da 20 yd D. Carlson 0':31" Q2 (pat) D. Adams 10':42" Q3 (TD) ricezione da 3 yd D. Carlson 10':42" Q3 (pat) J. Jenkins 0':00" Q3 (TD) fumble ritornato da 44 yd D. Carlson 0':00" Q3 (pat) J. Jones 14':31" Q4 (TD) intercetto ritornato da 16 yd D. Carlson 14':31" Q4 (pat) |
| Brandon Staley | Allenatori | Antonio Pierce |

A quattro giorni dalla sconfitta 0-3 contro i Vikings, da molti definita imbarazzante e sicuramente la peggiore gara stagionale, i Raiders reagirono con una prestazione tanto impressionante quanto inattesa contro i rivali di division dei Chargers fissando il record di franchigia di punti fatti in una singola partita, con 63, con il precedente record di 59 risalente alla stagione 2010. Fu da record anche il vantaggio al termine del primo tempo di gioco, ossia 42-0, con il primato di 45 punti stabilito dai New England Patriots nel 2009. Nel corso della gara la squadra di Las Vegas guadagnò complessivamente 378 yard segnando nove touchdown: due su corsa, cinque su passaggio, uno su un fumble ritornato e uno su un intercetto ritornato. Il risultato finale di 63-21 non si era mai verificato nella storia della lega, rientrando quindi nelle eventualità dette scorigami.

 (EN) NFL, Sintesi della partita, su YouTube.

#### Settimana 16: @ Kansas City Chiefs
| Arbitro: | Clete Blakeman |

| |            | |
| D. Carlson 1':18" Q1 (FG) 24 yd B. Nichols 4':55" Q2 (TD) fumble ritornato da 8 yd J. Jones 4':48" Q2 (TD) intercetto ritornato da 33 yd B. Bolden 4':48" Q2 (tpc) D. Carlson 0':24" Q3 (FG) 35 yd | Marcatori  | I. Pacheco 7':32" Q2 (TD) corsa da 12 yd H. Butker 7':32" Q2 (pat) J. Watson 2':42" Q4 (TD) ricezione da 7 yd H. Butker 2':42" Q4 (pat) |
| Antonio Pierce | Allenatori | Andy Reid |

Prima vittoria in una partita giocata nel giorno di Natale per i Raiders che erano invece usciti sconfitti nelle precedenti due gare disputate nelle stagioni 2004 e 2017, nonché la prima vittoria in tre anni contro i Chiefs e la seconda in dieci anni all'Arrowhead Stadium. Ancora una volta in stagione fu la difesa il reparto che fece vincere la gara alla squadra di Las Vegas, bloccando l'attacco dei campioni in carica guidati da Mahomes e segnando, per la seconda partita di fila, due touchdown ritornando in meta un fumble ed un intercetto in due azioni consecutive nell'arco di sette secondi di gioco effettivo. Di contro l'attacco non riuscì ad arrivare in end zone e segnò solo due field goal, con il gioco aereo penalizzato anche dalle cattive condizioni climatiche e dove di contro ebbe un'ottima prestazione il running back al secondo anno Zamir White chiamato a sostituire l'infortunato Jacobs e che corse in partita il suo record personale di 145 yard.

 (EN) NFL, Sintesi della partita, su YouTube.

#### Settimana 17: @ Indianapolis Colts
| Arbitro: | Shawn Smith |

| |            | |
| D. Carlson 12':11" Q1 (FG) 40 yd D. Adams 6':31" Q3 (TD) ricezione da 4 yd D. Carlson 6':31" Q3 (pat) D. Carlson 4':35" Q4 (FG) 33 yd D. Adams 0':43" Q4 (TD) ricezione da 1 yd D. Carlson 0':43" Q4 (pat) | Marcatori  | J. Taylor 12':11" Q1 (TD) corsa da 5 yd M. Gay 12':11" Q1 (pat) A. Pierce 3':53" Q2 (TD) ricezione da 58 yd M. Gay 3':53" Q2 (pat) M. Gay 1':17" Q3 (FG) 38 yd M. Gay 7':34" Q4 (FG) 33 yd M. Gay 3':11" Q4 (FG) 45 yd |
| Antonio Pierce | Allenatori | Shane Steichen |

Nona sconfitta stagionale che segnò la matematica eliminazione dei Raiders dalla corsa ai play-off. Nella squadra di Las Vegas, chiamata a vincere per continuare a sperare in un'ancora possibile qualificazione, il reparto difensivo che tanto era stato determinante nelle gare precedenti si fece invece trovare impreparato con i Colts che si garantirono un vantaggio in doppia cifra alla fine del primo tempo che poi il reparto offensivo di Las Vegas,  confermando le difficoltà già viste in stagione, non seppe recuperare.

 (EN) NFL, Sintesi della partita, su YouTube.

#### Settimana 18: vs Denver Broncos
| Arbitro: | Shawn Hochuli |

| |            | |
| J. Jeudy 10':34" Q2 (TD) ricezione da 24 yd W. Lutz 10':34" Q2 (pat) J. Williams 10':09" Q4 (TD) corsa da 2 yd W. Lutz 10':09" Q4 (pat) | Marcatori  | J. Meyers 1':44" Q1 (TD) corsa da 5 yd D. Carlson 1':44" Q1 (pat) D. Carlson 7':09" Q2 (FG) 49 yd D. Adamns 0':07" Q2 (TD) ricezione da 3 yd D. Carlson 0':07" Q2 (pat) J. Meyers 14':53" Q4 (TD) ricezione da 33 yd D. Carlson 14':53" Q4 (pat) D. Carlson 2':20" Q4 (FG) 21 yd |
| Sean Payton | Allenatori | Antonio Pierce |

Nell'ultima partita della stagione regolare, con entrambe le squadre già eliminate dalla corsa ai play-off, ci si giocava solo il secondo posto della division. Con la vittoria i Raiders allungarono a otto gli scontri vinti di fila contro i Broncos, ossia da quando trasferiti a Las Vegas nel 2020. Gara senza grosse difficoltà per la squadra nero-argento in vantaggio di dieci punti alla fine del primo tempo e poi giocata in controllo nella seconda parte.

 (EN) NFL, Sintesi della partita, su YouTube.

## Classifiche

### Division
| AFC West               |    |    |   |     |     |     |
| Squadra                | V  | S  | P | PCT | PF  | PS  |
| (3) Kansas City Chiefs | 11 | 6  | 0 | 647 | 371 | 294 |
| Las Vegas Raiders      | 8  | 9  | 0 | 471 | 332 | 331 |
| Denver Broncos         | 8  | 9  | 0 | 471 | 357 | 413 |
| Los Angeles Chargers   | 5  | 12 | 0 | 294 | 346 | 398 |

In verde le squadre qualificate ai play-off con il relativo seed.
I Raiders si piazzarono davanti ai Broncos avendo vinto entrambi gli scontri diretti.

## Premi

### Pro Bowl
I Raiders ebbero due giocatori selezionati per il Pro Bowl:
- P A.J. Cole (terza convocazione)
- DE Maxx Crosby (terza convocazione)

### All-Pro
L'Associated Press inserì due giocatori dei Raiders nelle sue formazioni ideali stagionali All-Pro per il 2023:
- P A.J. Cole (First-team)
- DE Maxx Crosby (Second-team)

### Premi settimanali e mensili
- Maxx Crosby:

difensore della AFC della settimana 5
- Robert Spillane:

difensore della AFC della settimana 10

## Leader della squadra
| Categoria              | Giocatore                      | N.         |
| ---------------------- | ------------------------------ | ---------- |
| Yard passate           | Aidan O'Connell                | 2.218 yard |
| Touchdown passati      | Aidan O'Connell                | 12         |
| Yard corse             | Josh Jacobs                    | 805 yard   |
| Touchdown su corsa     | Josh Jacobs                    | 6          |
| Ricezioni              | Davante Adams                  | 103        |
| Yard ricevute          | Davante Adams                  | 1.144 yard |
| Touchdown su ricezione | Davante Adams Jacobi Meyers    | 8          |
| Tackle totali          | Robert Spillane                | 148        |
| Sack                   | Maxx Crosby                    | 14,5       |
| Intercetti             | Robert Spillane Trevon Moehrig | 3          |
| Fumble forzati         | Malcolm Koonce                 | 3          |
| Touchdown della difesa | Jack Jones                     | 2          |
| Punti segnati          | Daniel Carlson                 | 110 punti  |

Fonte: Pro Football Reference